# ویدئوشناسی آریانا گرانده
ویدئوشناسی آریانا گرانده، خواننده، ترانه‌سرا و بازیگر آمریکایی.

## موزیک ویدئو

### به عنوان هنرمند اصلی
| عنوان                                  | سال  | هنرمند(ان) دیگر         | م.     |
| -------------------------------------- | ---- | ----------------------- | ------ |
| "راه"                                  | ۲۰۱۳ | مک میلر                 | [ ۱ ]  |
| "عزیز من "                             | ۲۰۱۳ | None                    | [ ۲ ]  |
| "دقیقا آنجا "                          | ۲۰۱۳ | بیگ شان                 | [ ۳ ]  |
| "مشکل "                                | ۲۰۱۴ | ایگی آزیلیا             | [ ۴ ]  |
| "خلاصی"                                | ۲۰۱۴ | زد                      | [ ۵ ]  |
| "بنگ بنگ"                              | ۲۰۱۴ | جسی جی نیکی میناژ       | [ ۶ ]  |
| "منو سخت‌تر دوست داشته باش"             | ۲۰۱۴ | د ویکند                 | [ ۷ ]  |
| "سانتا بهم بگو"                        | ۲۰۱۴ | None                    | [ ۸ ]  |
| "برای آخرین بار "                      | ۲۰۱۵ | None                    | [ ۹ ]  |
| "تمرکز کن"                             | ۲۰۱۵ | None                    | [ ۱۰ ] |
| "زن خطرناک"                            | ۲۰۱۶ | None                    | [ ۱۱ ] |
| "علاقه‌مند به تو "                      | ۲۰۱۶ | None                    | [ ۱۲ ] |
| "شونه به شونه"                         | ۲۰۱۶ | نیکی میناژ              | [ ۱۳ ] |
| "دیو و دلبر"                           | ۲۰۱۷ | جان لجند                | [ ۱۴ ] |
| "اشکی برای گریه کردن نمانده"           | ۲۰۱۸ | None                    | [ ۱۵ ] |
| "روشنایی داره میاد"                    | ۲۰۱۸ | نیکی میناژ              | [ ۱۶ ] |
| "خدا یه زنه"                           | ۲۰۱۸ | None                    | [ ۱۷ ] |
| "نفس کشیدن"                            | ۲۰۱۸ | None                    | [ ۱۸ ] |
| "ممنون، بعدی"                          | ۲۰۱۸ | None                    | [ ۱۹ ] |
| "۷ حلقه"                               | ۲۰۱۹ | None                    | [ ۲۰ ] |
| "با دوست‌دخترت به هم بزن، حوصلم سررفته" | ۲۰۱۹ | None                    | [ ۲۱ ] |
| "مونوپولی"                             | ۲۰۱۹ | ویکتوریا مونه           | [ ۲۲ ] |
| "توی سرم "                             | ۲۰۱۹ | None                    | [ ۲۳ ] |
| "دوست‌پسر"                              | ۲۰۱۹ | سوشال هاوس              | [ ۲۴ ] |
| "مرا فرشته صدا نکن"                    | ۲۰۱۹ | مایلی سایرس لانا دل ری  | [ ۲۵ ] |
| "باهات گیر افتادم"                     | ۲۰۲۰ | جاستین بیبر             | [ ۲۶ ] |
| "بر من ببار"                           | ۲۰۲۰ | لیدی گاگا               | [ ۲۷ ] |
| "موقعیت‌ها"                             | ۲۰۲۰ | None                    | [ ۲۸ ] |
| "۳۴+۳۵"                                | ۲۰۲۰ | None                    | [ ۲۹ ] |
| "۳۴+۳۵"                                | ۲۰۲۱ | دوجا کت مگان دی استالین | [ ۳۰ ] |
| "آره، و؟"                              | ۲۰۲۴ | None                    | [ ۳۱ ] |
| "نمی‌تونیم دوست باشیم"                  | ۲۰۲۴ | None                    | [ ۳۲ ] |

### به عنوان همکاری
| عنوان          | سال  | هنرمند(ان) دیگر | م.     |
| -------------- | ---- | --------------- | ------ |
| "تختخواب"      | ۲۰۱۸ | نیکی میناژ      | [ ۳۳ ] |
| "باهاش برقصیم" | ۲۰۱۸ | تروی سیوان      | [ ۳۴ ] |
| "حکمرانی جهان" | ۲۰۱۹ | تو چینز         | [ ۳۵ ] |

## فیلم‌شناسی

### تلویزیون
| سال       | عنوان                        | یادداشت         | م.            |
| --------- | ---------------------------- | --------------- | ------------- |
| ۲۰۱۰–۲۰۱۳ | ویکتوریوس                    | نقش اصلی        |               |
| ۲۰۱۱      | آی کارلی                     | ۱ قسمت          |               |
| ۲۰۱۱–۲۰۱۳ | وینکس کلاب                   | مکرر (فصل ۳، ۵) |               |
| ۲۰۱۴      | فمیلی گای                    | ۱ قسمت          | [ ۳۶ ]        |
| ۲۰۱۴      | پخش زنده شنبه شب             | ۱ قسمت          |               |
|           | ملکه‌های جیغ                  | مکرر (فصل ۱)    | [ ۳۷ ] [ ۳۸ ] |
| ۲۰۱۶      | پخش زنده شنبه شب             | ۱ قسمت          |               |
| ۲۰۱۸      | آریانا گرانده در بی‌بی‌سی      | ویژه تلویزیون   | [ ۳۹ ] [ ۴۰ ] |
| ۲۰۱۹      | پابه‌پای خانواده کارداشیان    | ۱ قسمت          | [ ۴۱ ]        |
| ۲۰۲۰      | شوخی کردن                    | ۱ قسمت          | [ ۴۲ ] [ ۴۳ ] |
| ۲۰۲۰      | ویژه کریسمس جادویی ماریا کری | ویژه تلویزیون   |               |
| ۲۰۲۱      | د ویس                        | فصل ۲۱          |               |
| ۲۰۲۴      | پخش زنده شنبه شب             | ۱ قسمت          |               |
| ۲۰۲۴      | نود و ششمین دوره جوایز اسکار |                 |               |

### فیلم
| به آثاری اشاره دارد که در حال حاضر منتشر نشده‌اند | به آثاری اشاره دارد که در حال حاضر منتشر نشده‌اند |

| سال  | عنوان                        | نقش        | یادداشت | م.     |
| ---- | ---------------------------- | ---------- | ------- | ------ |
| ۲۰۱۶ | فوتبال‌دستی                   | لورا (صدا) |         | [ ۴۴ ] |
| ۲۰۱۶ | زولندر ۲                     |            |         | [ ۴۵ ] |
| ۲۰۱۹ | مردان سیاه‌پوش: بین‌المللی     |            |         | [ ۴۶ ] |
| ۲۰۲۱ | بیلی آیلیش: جهان کمی تار است | خودش       |         | [ ۴۷ ] |
| ۲۰۲۱ | بالا رو نگاه نکن             | رایلی بینا |         |        |
| ۲۰۲۴ | شرور                         | گلیندا     |         | [ ۴۸ ] |
| ۲۰۲۵ | شرور: بخش دوم                | گلیندا     |         | [ ۴۸ ] |